# Peter von Kobbe
Peter Ludwig Christian von Kobbe (* 6. Oktober 1793 in Glückstadt; † 11. September 1844 in Winterhude) war ein deutscher Autor, Schriftsteller und Jurist.

## Leben
Seine Eltern waren Anton Dietrich von Kobbe und Louise Adelaide Christiane geb. Gräfin zu Rantzau-Ahrenberg. Sein Vater war Offizier in der dänischen Garde du Corps und bekleidete das Amt des Landvogtes auf der Insel Föhr und in Friedrichstadt, seine Mutter war die Tochter des damaligen Uetersener Klosterpropstes Peter zu Rantzau. 1802 wurde die Ehe geschieden. Von Kobbe verbrachte seine Jugend ebenfalls wie sein Bruder Theodor in Uetersen und diente bis 1820 in der dänischen Armee. Anschließend studierte er Rechtswissenschaften und wurde Jurist. 1824 wurde er zum Bürgermeister von Wunstorf gewählt und legte 1831 das Amt wieder nieder, zog anschließend nach Hannover und lebte ab 1833 wieder in Uetersen und Altona. Von 1835 in Ratzeburg lebend beschäftigte sich viel mit historischen Studien und lebte zuletzt als Privatmann in Winterhude, wo er an einem Blutsturz starb.
Seine Familie gehört zu den alten bremischen Ministerialengeschlechtern der sogenannten „Osterstader Junker“ und ist dem Wappen nach eines Stammes mit den alten ausgestorbenen von Mertzel, de Mercele. Doch führten die Kobbes niemals das „von“. Peter und Theodor und wie deren Vater nahmen es erst als dänische, beziehungsweise österreichische Offiziere wegen des Militäradels an.

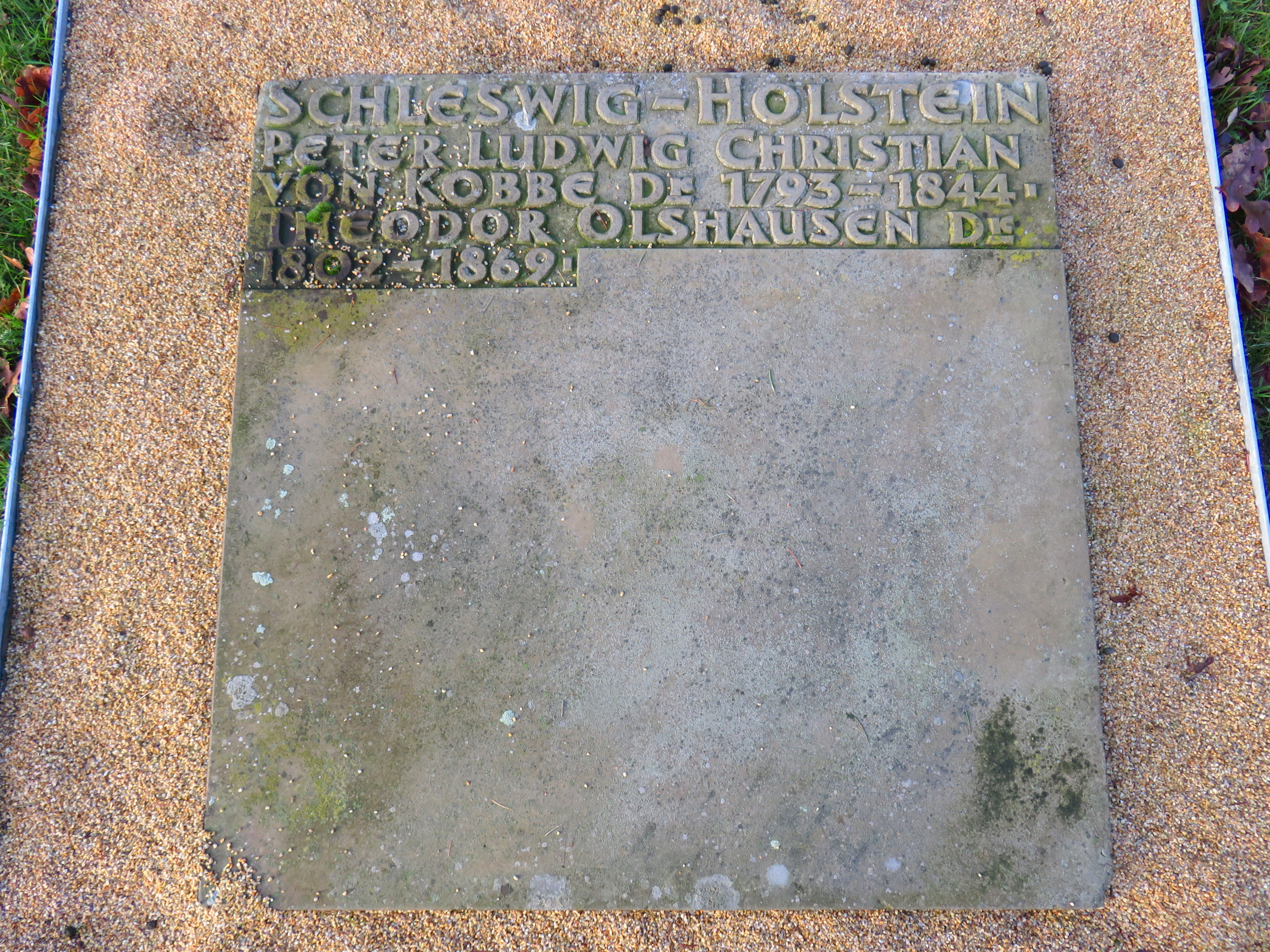
Peter Ludwig Christian von Kobbe, Sammelgrab Schleswig-Holstein, Friedhof Ohlsdorf

Peter Ludwig Christian von Kobbe schrieb in dieser Zeit die Werke: „Geschichte und Landesbeschreibung der Herzogthümer Bremen und Verden“, 1824, in 2 Bänden, und „Geschichte und Landesbeschreibung des Herzogthums Lauenburg“, die 1836 in 2 Teilen und abermals in 3 Teilen 1836 und 1837 erschien. Weitere Werke sind: „Römische Geschichte“ (1841), die „Schleswig-Holstein’sche Geschichte von 1694–1808“ (1834), die „Geschichte der neuesten Zeit“ (1843) und die „Teutsche Geschichte“ (1824). Das letztere Werk wird von Antiquaren gelegentlich seinem Bruder Theodor zugeschrieben. Unter seinen kleineren Arbeiten ist eine nicht ganz korrekte Darstellung der „Osterstader Junker“ in seinen „Nachrichten von Osterstade“ (1821).
Von Kobbe erhielt 1836 für sein Werk „Schleswig-Holsteinische Geschichte vom Tode des Herzogs Christian Albrecht bis zum Tode Königs Christian VII, von 1694–1808“ vom Kaiser von Russland einen Brillantring.
Auf dem Ohlsdorfer Friedhof wird auf der Sammelgrabplatte Schleswig-Holstein des Althamburgischen Gedächtnisfriedhofs unter anderen an Peter von Kobbe erinnert.

## Werke (Auswahl)
- Geschichte und Landesbeschreibung der Herzogthümer Bremen und Verden. 2 Teile. Vandenhoeck & Ruprecht, Göttingen 1824 (Digitalisat).
- Die Geschichte von Spanien. 3 Bände. Dresden 1826.
- Geschichte Frankreichs seit Wiederherstellung der Bourbons (Geschichte Frankreichs unter Ludwig XVIII. u. Karl X.). E. Schnitze, Celle 1831.
- Fualdes angebliche Ermordung. Nähere Beleuchtung des merkwürdigsten Criminalfalls unseres Jahrhunderts. Celle 1831.
- Darstellung der Geschichte des Freiheitskampfes im spanischen und portugiesischen Amerika. Hahn, Hannover 1832.
- Schleswig-Holsteinische Geschichte vom Tode des Herzogs Christian Albrecht bis zum Tode Königs Christian VII, von 1694–1808. Altona 1834.
- Ueber Todesstrafen mit besonderer Beziehung auf die Untersuchung wider Marg. Jäger n. Cathar. Reuter zu Mainz. Aue, Altona 1836.
- Geschichte und Landesbeschreibung des Herzogthums Lauenburg 3 Teile. Hammerich, Altona 1836/1837.
  - Digitalisat des ersten Teils
- Ueber Kurien und Klienten, als Ankündigung einer Komischen Geschichte. Lübeck 1838.
- Römische Geschichte Teil 1: Von der ältesten Zeit bis zum 1. punischen Kriege. Teil 2: Vom 1. punischen Kriege bis Augustus. Leipzig 1841.
- Geschichte der Herzogthümer Schleswig und Holstein. Teil 1. Hamburg 1842.
- Der Criminalprocess gegen Jochim Hinrich Ramcke aus Halstenbek erläutert. Hamburg/Altona 1842.
- Geschichte der neuesten Zeit. 2 Teile. Hoffmann & Campe, Hamburg 1843.
- Der Criminal-Prozess wider den zum Tode verurtheilten Jochim Hinrich Ramcke und meine Intervention. Nebst einem Nachtrage enthaltend eine Beurtheilung der Schrift „Geständniss und Widerruf“. Herold und Wahlstab, Lüneburg 1844.